# Tible

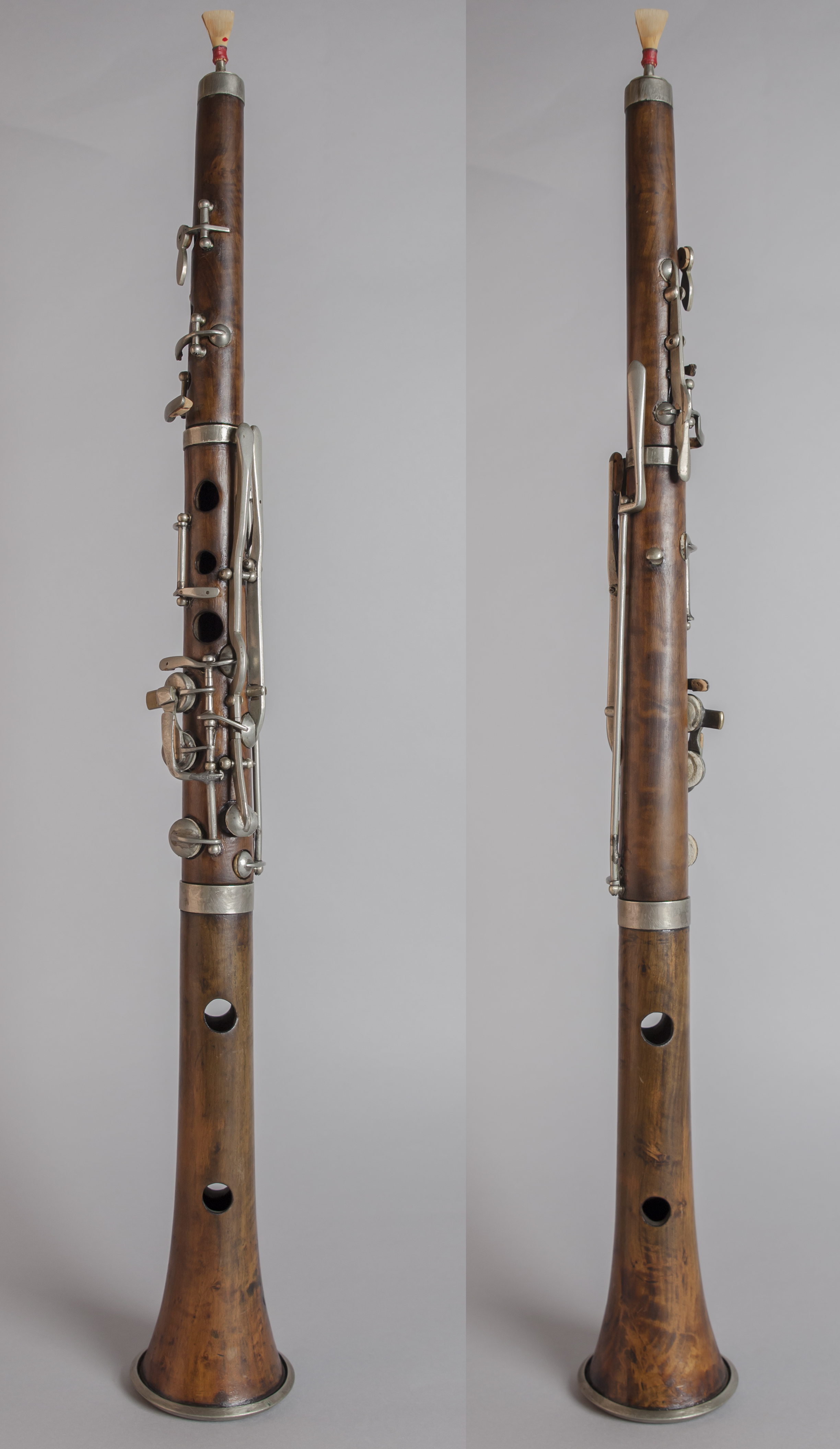
Tible,, fons del Museu de la Música de Barcelona

El tible és un instrument musical de vent de fusta de la família de les xeremies, de llengüeta doble, tub cònic i uns cinquanta centímetres de llargada. És un dels instruments més característics de la cobla pel so agut i punyent, molt apropiat per a fer de solista. Està afinat en fa i sona una quarta per sobre de la nota escrita. El seu registre és de dues octaves i mitja.

## Descripció
El tible actual consta de tres peces de fusta, generalment de ginjoler (Zizyphus jujuba), un arbust mediterrani poc abundant. En les peces superior i central hi trobem el sistema de claus i en la part inferior, anomenada campana, hi ha perforats quatre orificis sense claus que són forats de ressonància. L'emissió del so es realitza bufant dins una doble canya inserida a la peça superior (tudell) de l'instrument, que es sujecta amb els llavis.

## Origen
Va néixer a mitjan segle xix com a evolució de la tradicional tarota, un dels instruments bàsics de la cobla de tres quartans juntament amb el flabiol, el tamborí i el sac de gemecs. El canvi principal que s'hi va fer va ser aplicar-hi un sistema de claus com el que porten molts altres instruments del grup de vent de fusta. D'aquesta manera, el tible s'adaptà perfectament a la reforma de la cobla impulsada per Pep Ventura el 1850.
Dins la cobla, s'encarrega de complementar la tenora i per això el diàleg entre l'un i l'altra és molt freqüent en determinades composicions. Sembla que el mot tible pot ser una derivació de tiple, que és com antigament s'anomenava la veu més aguda de la polifonia. Dins la formació de la cobla hi ha dos tiblaires, que se situen a la primera filera amb la resta d'instruments de vent de fusta, on els músics toquen asseguts.